# Pescado crudo polinesio
El pescado crudo polinesio (i'a ota en tahitiano, ota ika en hawaiano), a veces conocida como ensalada tahitiana (salade tahitienne) es una preparación similar al ceviche latinoamericano, que consiste en pescado crudo marinado en jugo de cítricos y leche de coco. En las variantes de Tonga, Tahití y Samoa el pescado crudo se marina brevemente en jugo de limón o jugo de lima hasta que la superficie de la carne se vuelve opaca. Luego, el pescado se mezcla con leche de coco y vegetales cortados en dado: pepino, tomate, cebolla, cebolleta y chile.
En cuanto a pescados, generalmente se prepara con atún muy fresco, pero otros pescados de la Polinesia como el dorado (mahi mahi), el bonito del Pacífico o la barracuda también son adecuados para esta preparación. El filete de pescado se corta en dados y se sazona con sal y limón. Luego, el pescado se reserva durante un tiempo variable, por ejemplo, unos veinte minutos, en el refrigerador, donde el ácido cítrico del limón lo «cocina». La leche de coco se añade antes de servirse.
Esta receta ha sido adaptada bajo las influencias metropolitanas y chinas, y existen múltiples variantes. Las recetas de inspiración china incluyen otras verduras como la lechuga, la zanahoria o el apio.
A Nueva Caledonia (Kanaky) este plato fue importado por los inmigrantes tahitianos, que representan un 2% de su población. Se ha vuelto muy popular entre la población local y se lo conoce como «ensalada tahitiana».

## Denominación y variantes
En varias lenguas polinésicas (samoano, tongano y tahitiano) la palabra ota significa «crudo» aunque el término más común para el plato en la Polinesia Francesa es su equivalente francés, poisson cru («pescado crudo»). Se puede usar cualquier tipo de mariscos para hacer ota, la palabra ika (hawaiano) o i'a (samoano y tahitiano) significa pescado. Cuando el plato se prepara con mejillones se le llama ota pipi u ota maso; si es con langostinos, ota ulavai; si es con cangrejo, ota pa'a u ota paka; con langosta, ota ula; y si es con pulpo o calamar, ota fe'e u ota feke.
Este es el plato nacional de Tonga. Una variante llamada kelaguen se prepara en las Islas Marianas.

## Biografía
- Roger Haden. Food Culture in the Pacific Islands. ABC-CLIO, 2009. ISBN 0-313-34492-2, ISBN 978-0-313-34492-3. p. 133
- The Polynesian Kitchen - 'Ota 'ika (Raw fish in coconut milk